# Fremifontaine
Fremifontaine és un municipi francès, situat al departament dels Vosges i a la regió del Gran Est. L'any 2007 tenia 403 habitants.

## Demografia

### Població
El 2007 la població de fet de Fremifontaine era de 403 persones. Hi havia 152 famílies, de les quals 39 eren unipersonals (18 homes vivint sols i 21 dones vivint soles), 49 parelles sense fills, 60 parelles amb fills i 4 famílies monoparentals amb fills.
La població ha evolucionat segons el següent gràfic:
Habitants censats

### Habitatges
El 2007 hi havia 183 habitatges, 155 eren l'habitatge principal de la família, 12 eren segones residències i 16 estaven desocupats. 163 eren cases i 20 eren apartaments. Dels 155 habitatges principals, 117 estaven ocupats pels seus propietaris, 33 estaven llogats i ocupats pels llogaters i 5 estaven cedits a títol gratuït; 2 tenien dues cambres, 16 en tenien tres, 29 en tenien quatre i 108 en tenien cinc o més. 136 habitatges disposaven pel capbaix d'una plaça de pàrquing. A 59 habitatges hi havia un automòbil i a 85 n'hi havia dos o més.

### Piràmide de població
La piràmide de població per edats i sexe el 2009 era:
| Homes | Edats   | Dones |
| ----- | ------- | ----- |
| 0     | 95 o +  | 0     |
| 0     | 90 a 94 | 0     |
| 0     | 85 a 89 | 8     |
| 0     | 80 a 84 | 4     |
| 8     | 75 a 79 | 8     |
| 8     | 70 a 74 | 16    |
| 4     | 65 a 69 | 8     |
| 8     | 60 a 64 | 8     |
| 4     | 55 a 59 | 8     |
| 16    | 50 a 54 | 16    |
| 8     | 45 a 49 | 8     |
| 16    | 40 a 44 | 8     |
| 8     | 35 a 39 | 16    |
| 16    | 30 a 34 | 20    |
| 12    | 25 a 29 | 8     |
| 16    | 20 a 24 | 0     |
| 8     | 15 a 19 | 12    |
| 16    | 10 a 14 | 0     |
| 0     | 5 a 9   | 16    |
| 4     | 0 a 4   | 12    |

## Economia
El 2007 la població en edat de treballar era de 243 persones, 180 eren actives i 63 eren inactives. De les 180 persones actives 160 estaven ocupades (87 homes i 73 dones) i 20 estaven aturades (9 homes i 11 dones). De les 63 persones inactives 32 estaven jubilades, 11 estaven estudiant i 20 estaven classificades com a «altres inactius».

### Ingressos
El 2009 a Fremifontaine hi havia 169 unitats fiscals que integraven 474 persones, la mediana anual d'ingressos fiscals per persona era de 15.469 €.

### Activitats econòmiques
Dels 10 establiments que hi havia el 2007, 1 era d'una empresa extractiva, 4 d'empreses de construcció, 1 d'una empresa de comerç i reparació d'automòbils, 2 d'empreses de transport i 2 d'empreses de serveis.
Dels 3 establiments de servei als particulars que hi havia el 2009, 2 eren guixaires pintors i 1 fusteria.
L'any 2000 a Fremifontaine hi havia 3 explotacions agrícoles.

## Equipaments sanitaris i escolars
El 2009 hi havia una escola elemental integrada dins d'un grup escolar amb les comunes properes formant una escola dispersa.

## Poblacions més properes
El següent diagrama mostra les poblacions més properes.